# Li Jingyu
Li Jingyu (chiń. 李景玉; pinyin Li Jǐngyù; ur. 4 czerwca 1995) – chińska lekkoatletka.
W 2011 zdobyła srebrny medal mistrzostw świata juniorów młodszych w trójskoku. 
Rekordy życiowe: skok w dal – 6,03 (21 października 2011, Nanchang); trójskok – 13,68 (22 października 2011, Nanchang). 

## Osiągnięcia
| Rok  | Impreza                               | Miejsce         | Konkurencja       | Pozycja    | Wynik   |
| ---- | ------------------------------------- | --------------- | ----------------- | ---------- | ------- |
| 2011 | Mistrzostwa świata juniorów młodszych | Lille Metropole | trójskok          | 2. miejsce | 13,57   |
| 2011 | Mistrzostwa świata juniorów młodszych | Lille Metropole | sztafeta szwedzka | eliminacje | 2:17,27 |